# Oryzias sarasinorum
Oryzias sarasinorum е вид лъчеперка от семейство Adrianichthyidae. Видът е застрашен от изчезване.

## Разпространение
Разпространен е в Индонезия.

## Описание
На дължина достигат до 8 cm.